# Alfred Schleusener
Alfred Schleusener – niemiecki architekt działający w Bydgoszczy.

## Działalność
Czynny w Bydgoszczy w latach 1905–1944. Prowadził biuro architektoniczne. Był także rzeczoznawcą budowlanym i członkiem Państwowej Izby Sztuki Budowlanej.

## Realizacje w Bydgoszczy
- Gdańska 27 – kamienica Carla Meinhardta (1909)
- Słowackiego 1 – kamienica Roberta Grundtmanna na rogu Gdańskiej (1905–1906)
- Gdańska 62 – kamienica  Alfreda Schleusenera (1911)
- Obrońców Bydgoszczy 8 – kamienica (1912)

## Niektóre realizacje Alfreda Schleusenera w Bydgoszczy

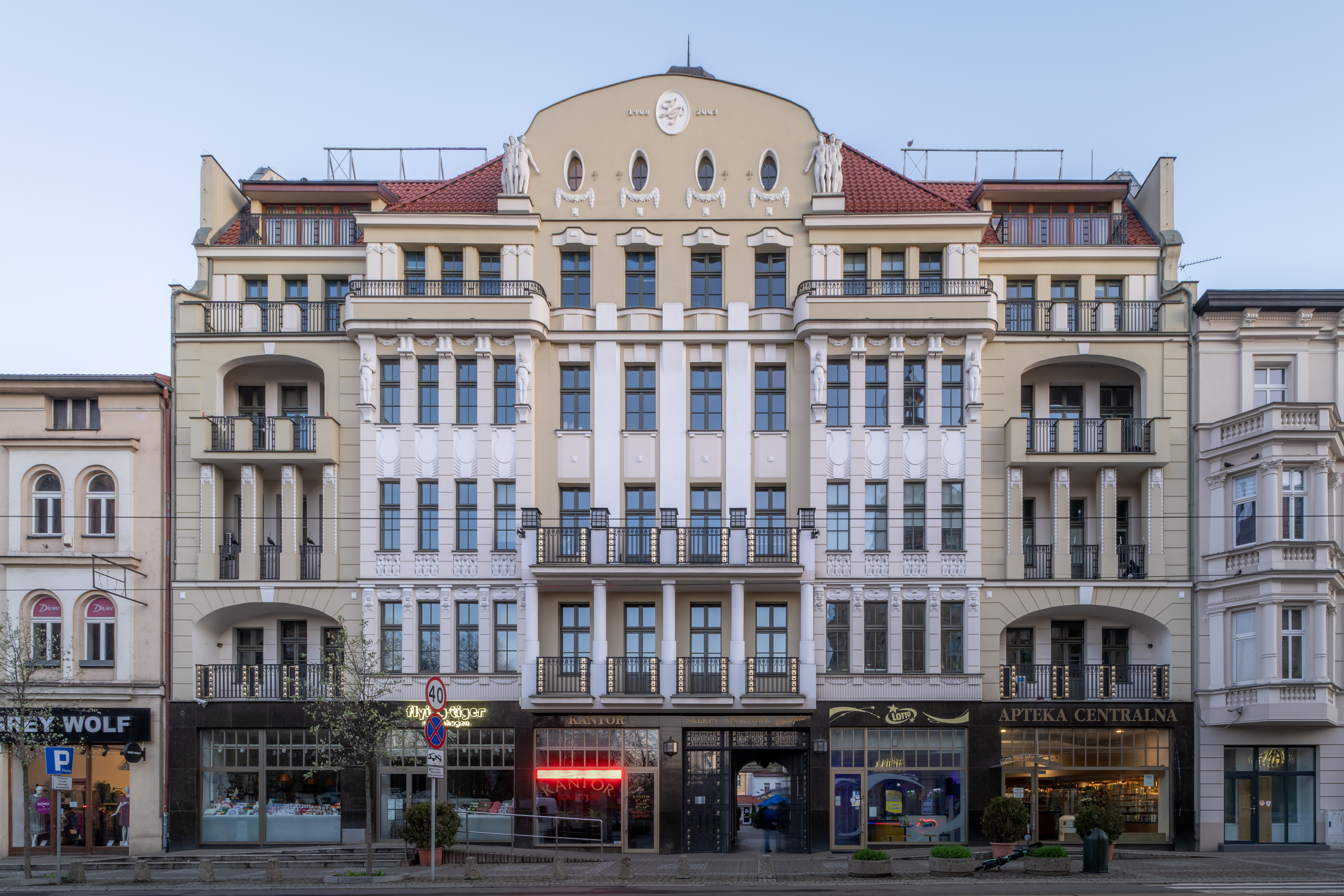
Gdańska 27
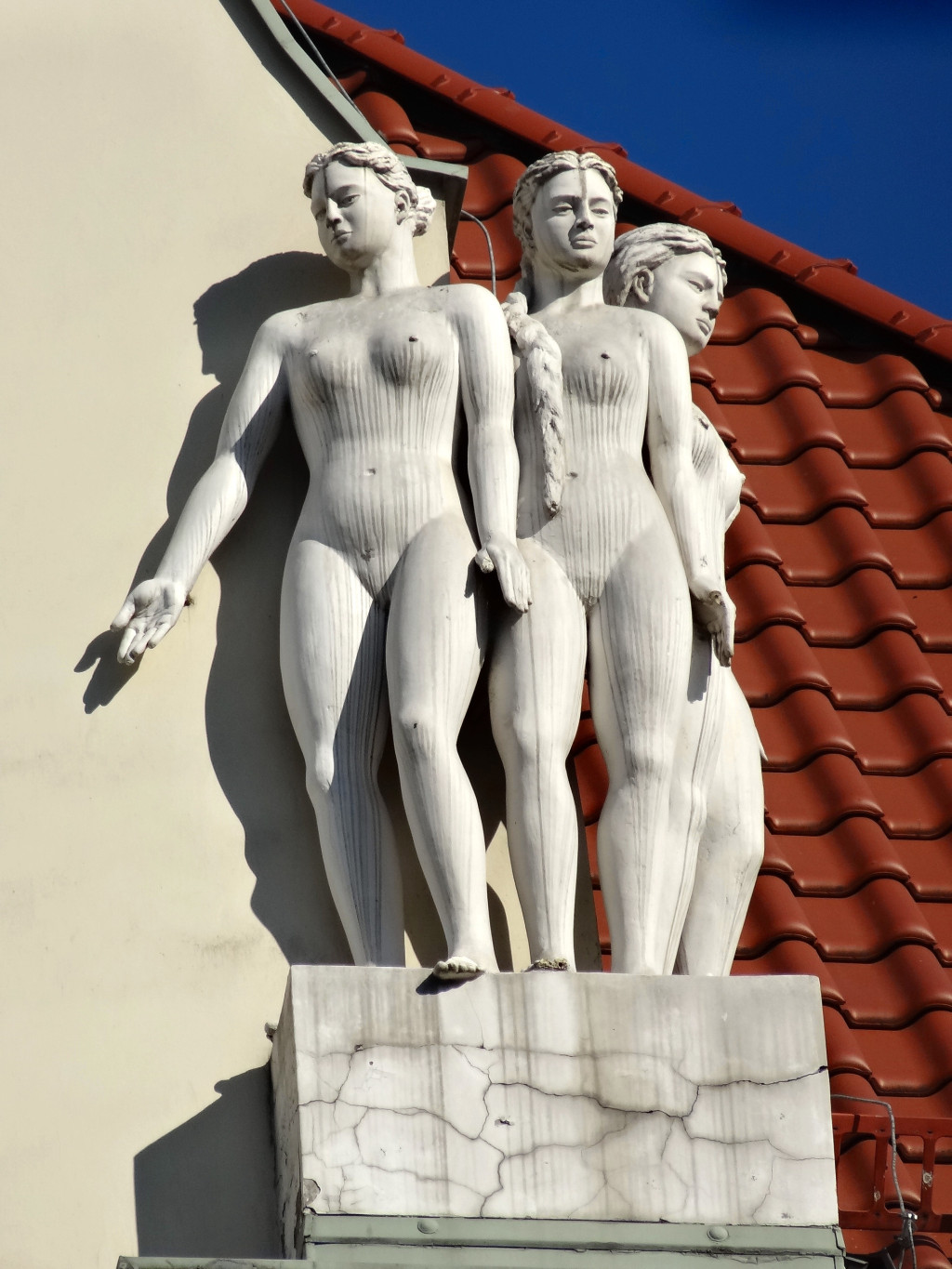
Gdańska 27 (detal)
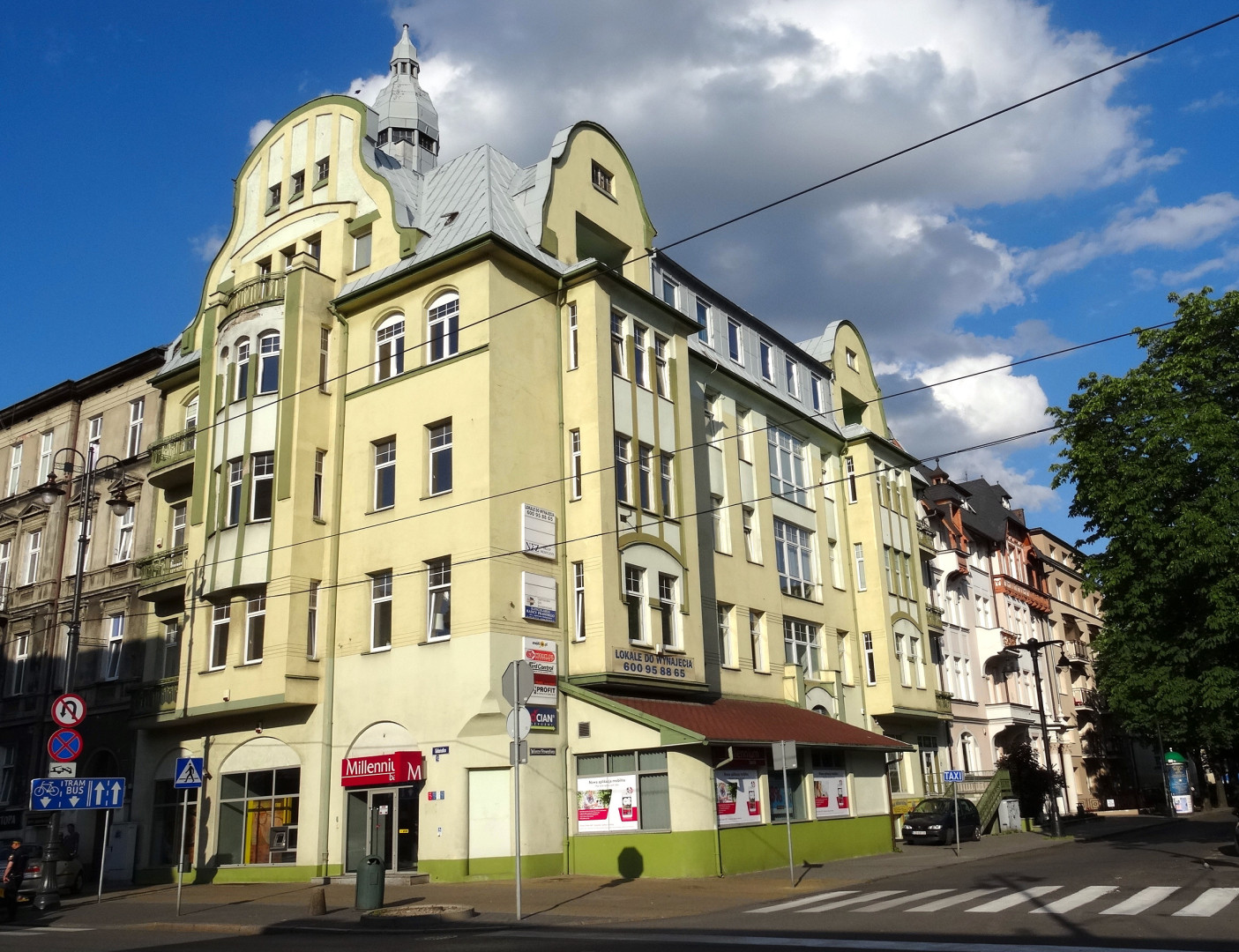
Słowackiego 1
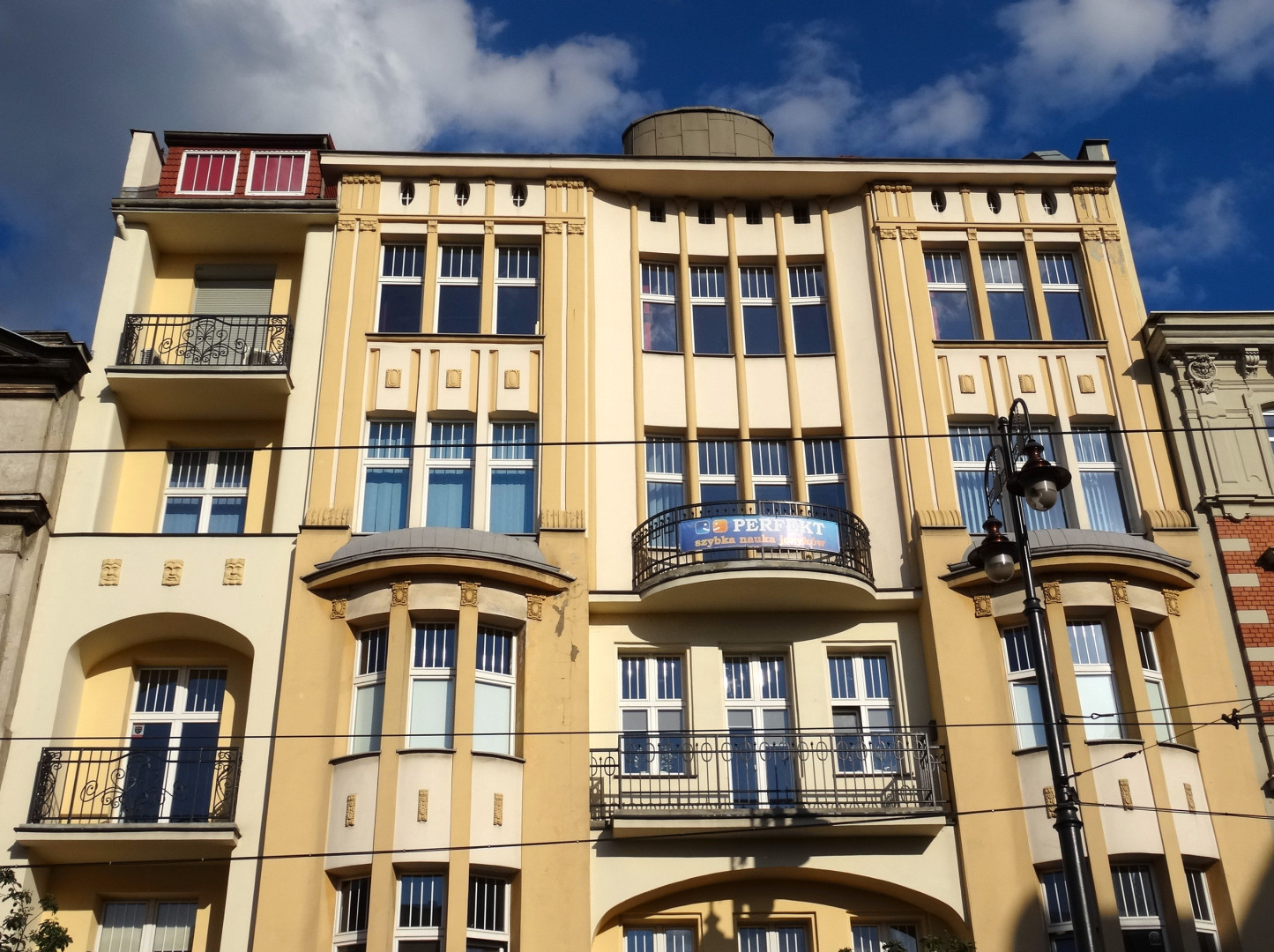
Gdańska 62
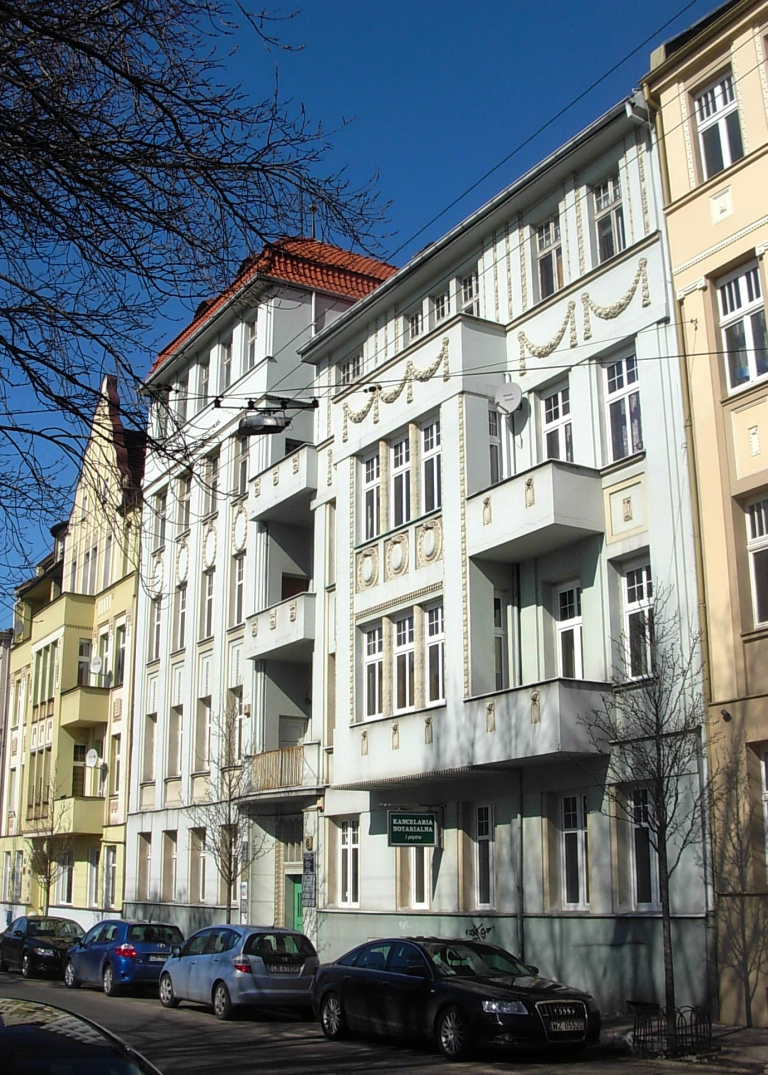
Obrońców Bydgoszczy 8